# Vitor Roque
Vitor Hugo Roque Ferreira (* 28. února 2005 Timóteo), také známý jako Vitor Roque, je brazilský profesionální fotbalista, který hraje na pozici útočníka za španělský klub FC Barcelona a za brazilský národní tým.

## Klubová kariéra
Dne 12. října 2021 debutoval za klub Cruzeiro.
Dne 13. dubna 2022 podepsal Vitor Roque pětiletou smlouvu s Athleticem Paranaense poté, co klub aktivoval jeho výstupní klauzuli ve výši 24 milionů rupií; jednalo se o největší přestup v historii klubu. Za klub debutoval o čtyři dny později, v utkání Série A proti Atléticu Mineiro (výhra 1:0). Sezonu 2022 zakončil s 13 góly, z toho šest vstřelil za Cruzeiro a sedm za Athletico.
Dne 1. ledna 2024 se stane hráčem FC Barcelona, do které přišel za 30 milionů eur (s bonusy až 61 milionů eur).

## Reprezentační kariéra
Dne 3. března 2023 byl Vitor Roque poprvé povolán do brazilské reprezentace na přátelské utkání proti Maroku. V zápase, který prohrou Brazílie 2:1, odehrál poslední půlhodinu.